# Belca
Belca este o localitate din comuna Kranjska Gora, Slovenia, cu o populație de 163 de locuitori.